# 梅里奧尼斯郡
梅里奧尼斯郡（英語：Merionethshire）是威爾斯歷史上的13個郡之一，成立於1284年。梅里奧尼斯郡位於威爾斯的北部，面積1,731 平方公里，是英國人口密度最低的地區之一。梅里奧尼斯郡也是威爾斯語傳統最強的地區之一。